# Meiyou wancheng de xiju
Meiyou wancheng de xiju (xinès simplificat: 没有完成的喜剧, pinyin: Méiyǒu wánchéng de xǐjù, literalment 'La comèdia inacabada') és una pel·lícula xinesa del 1957 dirigida per Lü Ban. Inèdita per la seua particular temàtica, la notòria comèdia satírica ha estat descrita com potser la pel·lícula més aconseguida de les realitzades en els 17 anys que hi ha entre 1949 i la Revolució cultural. A causa de la seua controvertida temàtica, va ser molt mal rebuda per la crítica i no es va mostrar públicament, provocant que el seu director no tornara a realitzar pel·lícules.

## Trama
Ambientada en els estudis on es gravà, dos comediants realitzen tres sketchs humorístics en un teatre davant d'un grup d'oficials del Partit Comunista, on hi ha un crític censor.

## Producció
La pel·lícula va ser dirigida pel veterà militant comunista Lü Ban, de l'Estudi de cinema de Changchun, durant la Campanya de les Cent Flors. L'any anterior ja havia estrenat altres dos pel·lícules satíriques, Buju xiaojie de ren, considerada la primera pel·lícula satírica de la història de la República Popular, i Xin ju zhang dao lai zhi qian. En estes pel·lícules, ja havia criticat a oficials de baix rang ineficients, i exposat les relacions jeràrquiques dels quadres del partit. Tot i algunes acusacions d'atacar el partit, no hi havien hagut represàlies i fins i tot havia rebut bones crítiques.

## Recepció
La pel·lícula fon estrenada a l'inici del Moviment anti-dretà, una reacció en contra de la Campanya de les Cent Flors, per la qual cosa la pel·lícula va ser fortament criticada. Es va considerar que feia un ús excessiu de la comèdia de clatellades i que portava la llicència satírica massa lluny. La temàtica tractada era massa polèmica en aquells temps, parlant de temes sensibles com la Censura cinematogràfica, i la representació d'un oficial del partit sense sentit de l'humor van ser considerats inapropiats. El censor és representat com algú sense interés en vore o parlar sobre la pel·lícula i cec de poder decidir si l'obra es podia estrenar o no. La crítica al censor oficial va ser interpretada com una crítica del Partit Comunista en si mateix, en tant que del partit emanava la decisió de la necessitat de censura.
Prohibida abans de l'estrena, va encapçalar la llista de pel·lícules problemàtiques, rebent obra i director dures crítiques en la premsa xinesa. La Comèdia Inacabada va provocar la fi de la carrera de Lü Ban, que va viure una espècie d'exili intern; deixant treballs inacabats i no tornant a treballar en cap faena relacionada amb el cinema fins a la seua mort el 1976.
La mala recepció de la pel·lícula va provocar que els directors xinesos practicaren una major autocensura, i la comèdia satírica com a gènere desapareixeria dels cinemes xinesos fins a mitjans de la dècada del 1980. En els anys següents, el model dominant d'humor al cinema xinés va ser el blanc.